# 뉴욕 녹색당
뉴욕 녹색당(Green Party of New York)은 뉴욕 주의 정당이며, 녹색당 운동의 일환이다.